# Смольский, Дмитрий Брониславович
Дми́трий Бронисла́вович Смо́льский (бел. Дзмі́трый Бранісла́вавіч Смо́льскі; 25 июля 1937, Минск — 29 сентября 2017 год, там же) — советский и белорусский композитор, лауреат Государственной премии Белорусской ССР (1980) и Премии Ленинского комсомола БССР (1972), Народный артист Белорусской ССР (1987), член СК Беларуси (1961), профессор Белорусской Государственной Консерватории (1986). Отец Виктора Смольского.

## Биография
Родился 25 июля 1937 года в Минске в семье белорусского музыковеда Бронислава Сильвестровича Смольского. Музыкальная среда, в которой он вращался с раннего детства, способствовала раннему проявлению увлечения музыкой (первая нотная публикация юного композитора относится к 12-летнему возрасту). С 7-ми лет начались регулярные занятия музыкой (по классу скрипки) сначала в Московской центральной музыкальной школе, а затем в музыкальной школе-десятилетке при Белорусской государственной консерватории. Тогда же начались занятия по композиции, проходившие под руководством известного белорусского композитора Е. К. Тикоцкого. В 1955 г. Д. Смольский поступает в Московскую консерваторию в класс проф. Ю. Шапорина, однако через год по состоянию здоровья он вынужден был вернуться в Минск. Д. Смольский закончил Белорусскую государственную консерваторию по классу композиции проф. А. В. Богатырёва (1960), а затем аспирантуру под руководством проф. Московской консерватории Н. И. Пейко (1967).
С 1962 по 2014 гг. Д. Смольский вёл класс композиции в Белорусской государственной академии музыки.
Основным фактам биографии Дмитрия Смольского посвящён фильм Белорусского телевидения «10 откровений Дмитрия Смольского» (автор Т. Дубкова).
В 1969 г. у Дмитрия Смольского родился сын Виктор, ставший известным гитаристом.
Д. Б. Смольский похоронен на Восточном кладбище. Над могилой установлена чёрная стела с рельефным бронзовым портретом и мемориальной надписью.

## Творчество
Творческий путь Дмитрия Смольского начался в конце 1950-х гг.
Выступив с симфонией «Октофония» (1967) и камерной ораторией «Песни Хиросимы» на стихи японских поэтов, написанными в серийной технике, Дмитрий Смольский вступил в противостояние с общепринятым официозным стилем, господствующим в то время в искусстве Беларуси. В эти же годы появляются пьесы авангардного плана и в его камерной музыке. В серийной технике написаны «Остинато» для флейты и фортепиано, Соната для флейты и фортепиано (1967), сюита для фортепиано «Игра света». В это же время он сочинил произведения с элементами юмора (Концертино для скрипки, Вариации для духовых и ударных). Этот мягкий юмор в более позднем творчестве композитора превратился в сарказм с элементами трагифарса («Вариации с белорусским менталитетом», 15-я симфония, отдельные части других симфоний и пр.).
Главной темой сочинений Смольского было философское осмысление жизни и судьбы человека в тоталитарном обществе, глубина психологического состояния человеческой личности в драматических ситуациях.
В пятнадцати симфониях Дмитрия Смольского в драматическом, трагическом или саркастическом аспекте отразилась вся сложность переживаний личности в её взаимодействии с агрессивностью, либо равнодушием окружающего мира.
Кроме симфоний большой успех имели оперы Д. Смольского «Седая легенда» (по повести В. Короткевича) и «Франциск Скорина»; монументальные оратории «Мая Радзіма» на стихи белорусских поэтов и «Паэт» о творчестве и жизни Янки Купалы; инструментальные концерты (для фортепиано, скрипки, виолончели, цимбал); камерно-инструментальные и вокальные сочинения. Музыка Д. Смольского с успехом звучала во многих странах мира (Германия, Франция, Италия, Россия, Южная Корея, США и др.), а CD с записями его симфоний, выпущенный британской фирмой «Олимпия» был признан лучшим на конкурсе компакт-дисков в США в 1992 г.
Дмитрий Смольский занимался педагогической деятельностью. На протяжении более полувека работы в Белорусской государственной консерватории (ныне Белорусская государственная академия музыки) он воспитал не одно поколение композиторов, среди которых есть заслуженные деятели искусства Беларуси, лауреаты национальных премий, доценты, профессора.

## Награды и звания
- Премия Ленинского комсомола Белорусской ССР (1972)
- Заслуженный деятель искусств Белорусской ССР (1975)
- Государственная премия Белорусской ССР (1980)
- Профессор (1986)
- Народный артист Белорусской ССР (1987)
- Специальная премия Президента РБ (2003)
- Кубок «Гордость нации» (2012)
- Орден Франциска Скорины (2013)

## Сочинения
Сценические произведения:
Оперы: «Седая легенда», либр. В. Короткевича (1978, II ред. 2010); «Франциск Скорина» (1988); концертная опера «Апалон-заканадаўца» по мотивам оперы Вардоцкого (1991).
Ораториальные произведения:
Камерная оратория на слова японских поэтов «Песни Хиросимы» для чтеца, 2-х солистов и 2-х фортепиано (1967).
Симфонические произведения:
Симфония № 1 (1962), Октофония (1967), № 2 (1982), № 3 с солирующим ф-но (1985), № 4 с солирующей скрипкой (1986), № 5 для камерного оркестра (1987), № 6 (1989), № 7 (1990), № 8 со стихами И.Бродского (1992); № 9 с солирующей электрогитарой (1994); № 10 "Десять откровений"с солирующим альтом (1996); № 11 (2003); № 12 (2005); № 13 (2007); № 14 (2010); № 15 (2014).
Оркестровые сочинения:
Праздничная увертюра (1963), Музыка для струнных, 2-х труб, баяна и оркестра (1965), поэма «Беларусь» (1968), Симфоническая картина (1974); «Ария» для камерного оркестра (1978), «Сымон музыка» для скрипки, ансамбля скрипачей и камерного оркестра (1982)
Инструментальные концерты:
Для фортепиано с оркестром № 1 (1960), № 2 (1975), Концертино для скрипки (1972), для виолончели (1973); для цимбал и народного оркестра № 1 (1961), № 2 «Памяти И.Жиновича» (1974), № 3 (1983), Концерт для фортепиано № 2(1996).
Для эстрадного оркестра:
«Бассо-остинато» на тему белорусской народной песни «Чаму ж мне не пець».
Камерно-инструментальная музыка:
Для фортепиано. Соната № 1 (1956), № 2 (1959), Вальс (1964), сюита «Игра света» (1964), Три прелюдии и фуги (1982). Для флейты и ф-но: Вариации на бассо-остинато (1963), Соната (1965). Для валторны и фортепиано: Скерцо, Экспромт (1980). Для скрипки и ф-но: «Элегия и Токката памяти Д. Шостаковича» (1975), «Распев», Танец (1977). Вариации для духовых и ударных (1971), Эдегия и Рондо для альта и ф-но (1973), Три пьесы для цимбал и ф-но (1973), Рондо для виолончели и ф-но (1979), Две пьесы для цимбал соло (1981), Струнный квартет (1983), «К вопросу о взаимопонимании» для флейты и фагота (1989).
Вокальная музыка:
Вокальные циклы: «Девичьи лирические» на сл. А. Астрейко (1959), «Испанский триптих» на сл. Ф. Г. Лорка (1971), «Вокальный цикл на стихи Ф. И. Тютчева» (1976), «Пять лирических интермеццо» на ст. Г. Гейне (1978), Триптих для голоса, скрипки и ф-но на ст. А. Пашкевич, «Три монолога» на сл. Я. Полонского (1978, «Вокальный цикл на стихи А. Вознесенского» (1979), «Вокальный цикл на стихи М. Цветаевой» (1980), «Вокальный цикл на стихи А. Ахматовой» (1980), «Вокальный цикл на стихи Б. Пастернака» (1983).
Эстрадные песни: Более тридцати.
Хоровые произведения:
«Партызанскі трыпціх» на сл. М. Танка (1971). Поэма «Петрусь» (1979), «Край мой» на сл. Н. Гилевича (1979).
Музыка к театральным постановкам:
«Константин Заслонов» (1967), «Таблетку под язык» (1972), «Вор» (1973).
Музыка к кинофильмам.
«Речицкая лирическая» (1966), «Пётр Куприянов и другие», «Сказание о Минске» (1967). «Была война» (1972), «Обратная связь» (1973), «Волчья стая» (1975).